# Varese Calcio 1980-1981
Questa voce raccoglie le informazioni riguardanti il Varese Calcio nelle competizioni ufficiali della stagione 1980-1981.

## Rosa
| N. |                   | Ruolo | Calciatore           |
| -- | ----------------- | ----- | -------------------- |
|    | Italia (bandiera) | D     | Massimo Arrighi      |
|    | Italia (bandiera) | C     | Franco Baldini       |
|    | Italia (bandiera) | D     | Maurizio Braghin     |
|    | Italia (bandiera) | D     | Fabiano Brambilla    |
|    | Italia (bandiera) | D     | Aldo Cerantola       |
|    | Italia (bandiera) | D     | Marco Cecilli        |
|    | Italia (bandiera) | A     | Vincenzo Di Giovanni |
|    | Italia (bandiera) | C     | Dario Donà           |
|    | Italia (bandiera) | C     | Paolo Doto           |
|    | Italia (bandiera) | C     | Luciano Facchini     |
|    | Italia (bandiera) | C     | Giorgio Martinis     |
|    | Italia (bandiera) | C     | Massimo Mauti        |
|    | Italia (bandiera) | C     | Giorgio Morini       |

| N. |                   | Ruolo | Calciatore            |
| -- | ----------------- | ----- | --------------------- |
|    | Italia (bandiera) | P     | Enrico Nieri          |
|    | Italia (bandiera) | P     | Michelangelo Rampulla |
|    | Italia (bandiera) | P     | Antonio Rigamonti     |
|    | Italia (bandiera) | C     | Franco Salvadè        |
|    | Italia (bandiera) | C     | Giampiero Scaglia     |
|    | Italia (bandiera) | C     | Stefano Strappa       |
|    | Italia (bandiera) | D     | Walter Tagliente      |
|    | Italia (bandiera) | D     | Paolo Tomasoni        |
|    | Italia (bandiera) | A     | Carlo Tresoldi        |
|    | Italia (bandiera) | C     | Luigi Trevisan        |
|    | Italia (bandiera) | A     | Franco Turchetta      |
|    | Italia (bandiera) | D     | Giuliano Vincenzi     |

## Risultati

### Serie B

#### Girone di andata
| 14 settembre 1980 1ª giornata | Foggia | 4 – 1 | Varese |  |

| 21 settembre 1980 2ª giornata | Varese | 0 – 0 | Milan |  |

| 28 settembre 1980 3ª giornata | Lecce | 1 – 1 | Varese |  |

| 5 ottobre 1980 4ª giornata | Varese | 1 – 0 | Atalanta |  |

| 12 ottobre 1980 5ª giornata | Lazio | 2 – 1 | Varese |  |

| 19 ottobre 1980 6ª giornata | Taranto | 3 – 2 | Varese |  |

| 26 ottobre 1980 7ª giornata | Varese | 3 – 1 | Cesena |  |

| 22 settembre 1985 8ª giornata | Pescara | 2 – 2 | Varese |  |

| 9 novembre 1980 9ª giornata | Varese | 1 – 1 | Catania |  |

| 16 novembre 1980 10ª giornata | Genoa | 2 – 1 | Varese |  |

| 23 novembre 1980 11ª giornata | Palermo | 2 – 1 | Varese |  |

| 30 novembre 1980 12ª giornata | Varese | 1 – 0 | Bari |  |

| 7 dicembre 1980 13ª giornata | Varese | 1 – 3 | SPAL |  |

| 14 dicembre 1980 14ª giornata | Lanerossi Vicenza | 1 – 0 | Varese |  |

| 21 dicembre 1980 15ª giornata | Varese | 2 – 2 | Rimini |  |

| 4 gennaio 1981 16ª giornata | Varese | 1 – 1 | Monza |  |

| 11 gennaio 1981 17ª giornata | Sampdoria | 2 – 1 | Varese |  |

| 18 gennaio 1981 18ª giornata | Varese | 1 – 0 | Verona |  |

| 25 gennaio 1981 19ª giornata | Pisa | 1 – 0 | Varese |  |

#### Girone di ritorno
| 8 febbraio 1981 20ª giornata | Varese | 0 – 0 | Foggia |  |

| 15 febbraio 1981 21ª giornata | Milan | 1 – 0 | Varese |  |

| 22 febbraio 1981 22ª giornata | Varese | 2 – 1 | Lecce |  |

| 1º marzo 1981 23ª giornata | Atalanta | 0 – 0 | Varese |  |

| 8 marzo 1981 24ª giornata | Varese | 3 – 2 | Lazio |  |

| 15 marzo 1981 25ª giornata | Varese | 0 – 0 | Taranto |  |

| 22 marzo 1981 26ª giornata | Cesena | 1 – 0 | Varese |  |

| 29 marzo 1981 27ª giornata | Varese | 1 – 0 | Pescara |  |

| 5 aprile 1981 28ª giornata | Catania | 2 – 0 | Varese |  |

| 12 aprile 1981 29ª giornata | Varese | 0 – 1 | Genoa |  |

| 18 aprile 1981 30ª giornata | Varese | 1 – 0 | Palermo |  |

| 26 aprile 1981 31ª giornata | Bari | 2 – 1 | Varese |  |

| 10 maggio 1981 32ª giornata | SPAL | 1 – 4 | Varese |  |

| 17 maggio 1981 33ª giornata | Varese | 1 – 1 | Lanerossi Vicenza |  |

| 24 maggio 1981 34ª giornata | Rimini | 1 – 0 | Varese |  |

| 31 maggio 1981 35ª giornata | Monza | 0 – 1 | Varese |  |

| 7 giugno 1981 36ª giornata | Varese | 2 – 2 | Sampdoria |  |

| 14 giugno 1981 37ª giornata | Verona | 0 – 0 | Varese |  |

| 21 giugno 1981 38ª giornata | Varese | 4 – 0 | Pisa |  |